# Aripuca

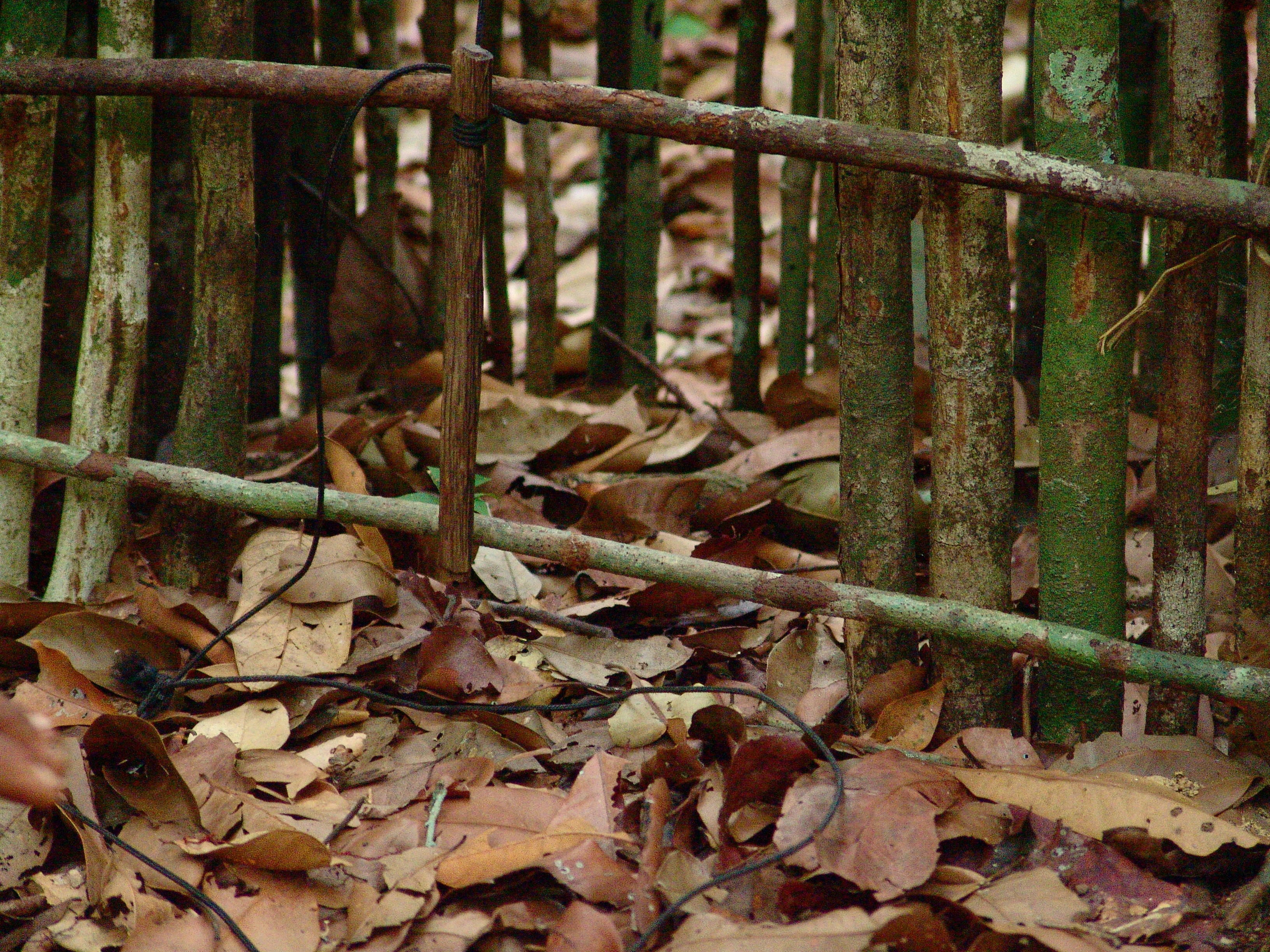
Una imagen de una aripuca lista para usarse

Una aripuca o aripucá, también llamada arapucá o guirapucá; es una trampa artesanal utilizada por los guaraníes para cazar aves, monos u otros animales pequeños. Generalmente, tiene una altura de menos de un metro, con forma piramidal, hecha con palos amarrados y permite capturar vivas a las presas, sin herirlas. El disparador es accionado con el peso del propio animal.